# 西崎義展
西崎 義展（にしざき よしのぶ、正式には「西﨑義展」、1934年〈昭和9年〉12月18日 - 2010年〈平成22年〉11月7日）は、日本のプロデューサー、アニメーション監督。本名：西崎 弘文（にしざき ひろふみ）。
アニメ作品『宇宙戦艦ヤマト』のプロデューサーであり、『海のトリトン』、『ワンサくん』『宇宙空母ブルーノア』、『オーディーン 光子帆船スターライト』、『超神伝説うろつき童子シリーズ』などを企画製作した。

## 経歴

### 生い立ち
東京府東京市小石川区原町（現・東京都文京区白山）に西崎正・秋子のもと、姉と弟がいる3人きょうだいの長男として生まれる。
父親は東京大学法学部卒で、企画院、日本興業銀行勤務ののち、日本曹達などの重役を務め、不振企業の"再建屋"として知られた実業家・西崎正。妹、西崎緑の没後は4派に分裂した日本舞踊西崎流の一派に幹部として運営に加わり、創作舞踊の作者として自費出版も含めて3冊の舞踊台本を発表した。
父方の祖父は薬学者で東京女子薬専（現・明治薬科大学）校長を務めた西崎弘太郎、母方の祖父は予備海軍少将ののち日本製鋼所の役員となった水谷叔彦、父の妹は日舞の西崎流家元の初代西崎緑。大叔父（祖母の弟）は病理学者の木村哲二。

### 学生時代
豊島師範付属小学校から、1947年、父の命令で開成中学校を受験したが失敗し、家出して4日後に帰宅。私立武蔵高等学校に入学し、1953年卒業。
文学座の舞台『欲望という名の電車』の杉村春子の演技に震えるほど感動し、1955年に文学座の研究生となり、端役で舞台を踏んだものの、2年後に自動車事故で怪我をして俳優は断念した。また2度の東京大学受験に失敗して父親から一度は勘当される。
4年間の浪人生活を経て、1957年、日本大学芸術学部演劇学科に入学。1959年8月に大学を中退したとする資料もあれば、1957年に日本大学を卒業したと伝える資料もある。

### 音楽制作プロデューサーの道へ
1958年頃より食べることに困って、六本木のジャズ喫茶の司会をやり、ジャズ解説などで生計を立てるようになる。当時の愛称はザーキ。その後は、マネージャーとして、ダン池田とアフロキューバン、東京マンボ、ミュージカル・アカデミーの全国巡業に帯同した。
1962年、音楽制作プロデューサーとして企画制作の道に入る。
1963年10月、オフィス・アカデミーを設立。しかし金銭的には厳しく、創価学会系の民主音楽協会（民音）のイベントを中心に糊口を凌いだ。ショー製作の本数は約200本。民音事務局長で後に公明党の国会議員となる大久保直彦に重用されていたが、後に嫌われて遠ざけられたという。
1968年に西ヨーロッパへ渡航し、フランス人プロモーターの進行助手となる。共産圏の舞踊団やバレエ団を招いて舞台制作をして、約1年半ヨーロッパ全土を巡業してまわり、最終的にはロードマネージャー兼マネージャーを務めた。3年間のヨーロッパ生活で受けた人種差別に反発し、このことは後に製作した『宇宙戦艦ヤマト』に思いが込められているという。

### アニメ製作プロデューサーへ
帰国後の1970年、広告代理店の東洋広報（現・東弘）の紹介を得て虫プロ商事に入社した。同じ年に手塚の知人を介して個人契約をして手塚のマネージャーを務めるようになった
。西崎の説明によれば、手塚のゼネラルマネージメントプロデューサーであり、具体的には虫プロの組織や手塚個人の作家活動に関するマネージメントとプロデューサーを行ったという。手塚作品のテレビへのプロモートを行い、虫プロではなく手塚プロダクションで制作され、1971年から朝日放送で放送された『ふしぎなメルモ』で西崎は初めてアニメの世界に関わることとなる。
虫プロ商事は出版業の失敗に伴う希望退職の募集が原因で激しい労働紛争が起こり、これが原因となって社長が交代して1970年6月からは手塚治虫が社長になり、1971年2月頃よりに企画制作部長として就任していた西崎が多忙な手塚に代わり事実上の社長代理として経営改革を図った。しかし急進的な改革は専横状態となったこと、手塚との個人契約で西崎が個人的収入を得ていたことから、人心を掌握できず、虫プロ商事は混乱状態に陥る。西崎の虫プロ商事経営は失敗に終わり、1972年4月に社長の手塚は債権者との話し合いで経営を債権者委員会に委ねることとした。
1972年4月、手塚治虫原作のテレビアニメ『海のトリトン』でアニメを初プロデュース。同作は1971年10月に虫プロ商事でパイロット版が制作されていたが、虫プロ商事にいたメンバーを中心に新たに設立されたアニメーションスタッフルームが現場となり、手塚の手を離れたところで西崎が製作を行った。西崎はテレビ局への『海のトリトン』売り込みのために1000万円の工作費を個人で捻出していた。当初はテレビ放映の決定に喜んで西崎に感謝していた手塚だったが、その後は西崎に激怒して没交渉となった。同作監督の富野由悠季によれば、『海のトリトン』の企画を引き受けていた虫プロ商事が（1973年8月22日に手形の不渡り四千万円を出して）倒産したために、最終的に西崎が著作権を購入して「手塚先生から『トリトン』をひっぺがした」のだという。
同年にかつてと同名の新会社オフィス・アカデミーを改めて設立して社長に就任し、同社を商標及びその二次使用会社とする。同じ年に瑞鷹エンタープライズにも個人プロデューサー兼製作部長として所属。1973年1月より『山ねずみロッキーチャック』を製作。西崎は手塚原作の『ワンサくん』のアニメ化権も取得しており、仕事のない虫プロダクションは『ワンサくん』のアニメ版制作を希望し、西崎は虫プロの役員に招聘される。同年4月より『ワンサくん』を放送するも、放送終了後の11月に虫プロが倒産。
1974年6月に虫プロの再建運動を進めていた労働組合と和解。第2スタジオの建材と西崎の虫プロへの債権を組合に譲渡するとともに200万円を組合へカンパするというのがその内容。倒産前の虫プロは西崎に300万円の借金をしていた。一方、この虫プロ倒産時に、退職金代わりとして何本かのアニメの権利を得たという山崎正友の証言がある。

### 宇宙戦艦ヤマトの大ヒット
1974年10月、前年より企画を進めていたテレビアニメ『宇宙戦艦ヤマト』をオフィス・アカデミーで製作し放送開始。なお、西崎とSF設定等を担当した豊田有恒、主題歌を歌唱したささきいさおの三名は武蔵高等学校の同窓であり、「宇宙戦艦ムサシ」にしておけばよかったのでは、とのジョークすら生まれたとのこと（年次は西崎、豊田、ささきの順）。
1977年に『宇宙戦艦ヤマト』を再編集した劇場版アニメ映画がヒット。翌1978年には新作映画『さらば宇宙戦艦ヤマト 愛の戦士たち』は配給収入21億円の大ヒットとなりブームを巻き起こし、『宇宙戦艦ヤマト』をシリーズとして展開。財産を築いて、銀座で毎晩飲み歩き、ハーレーダビッドソンのオートバイは25台を所有。高級マンションや大型クルーザーを購入して豪遊した。
劇場版『宇宙戦艦ヤマト』一作目が版権、劇場販売物などを加え、手取りで17億円が転がり込み、二作目の『さらば宇宙戦艦ヤマト 愛の戦士たち』は20億円が懐に入ったといわれる。1978年の「映画の日」に映団連から特別功労章の贈呈が決まり、同年11月15日に帝国ホテルで西崎の謝恩パーティが開かれ、西崎は「二十五年間の夢が叶って...」と大感激であったが、会場の話題はメインテーブルに西崎自らが釣ったカジキや鯛が並び、銀座の美女たちがズラリと顔を揃えた派手さと豪華さで、スピーチに立った岡田茂東映社長は、自身も銀座5丁目のカリオカビルにクラブを出していたが、「近来まれな豪華なパーティで驚いております。私なんかが足を踏み入れたことのないような高級クラブの美女ばかりお見えです...」などと祝辞を述べた。

### 企画頓挫の連続
1979年、徳間康快と角川春樹と組んで「大藪春彦スーパー・ジョイント」と称し、大藪春彦の『汚れた英雄』を徳間書店と共同製作してプロデュース。同じく大藪春彦の『傭兵たちの挽歌』は角川春樹事務所製作で西崎義展がプロデューサーを務めると発表され、実写劇映画の初プロデュースとなるはずだったがいずれも頓挫した。
『宇宙戦艦ヤマト』の製作により、本物の戦艦大和の最期に関心を抱くようになり、西崎は『宇宙戦艦ヤマト』のヒットで得た利益から3千万円を捻出して探索計画に乗り出した。この計画には野田昌宏の番組制作会社日本テレワークも参加し、計28人の探索チームを結成。1979年4月14日から27日かけて探索船をチャーターして鹿児島県屋久島沖をソナーで捜索を実施し、深海カメラを4度降ろして撮影も行われた。ソナーには2つの影が映ったものの深海カメラでは艦影は映らず、戦艦大和と断定できないまま捜索は打ち切られた。
同時期には吉田喜重監督によるメキシコとの合作の実写映画『望郷の時』（『侍イン・メキシコ』）のプロデューサーに就任した。出演は原田芳雄と本田博太郎、音楽は宮川泰が予定され、1980年秋公開のスケジュールでメキシコへのロケハンまで実施されたが、これも流れている。
1979年に公開された実写劇映画『わが青春のイレブン』、実写ドキュメンタリーの『北壁に舞う』では音楽プロデューサーを担当してその活躍はアニメのみにとどまらず、1970年代末から1980年代前半にかけて、角川春樹や山本又一朗などとともに従来の映画会社に属さない新時代の独立プロデューサーとしてもてはやされた。角川とともに「日本映画界の革命児」とも言われて脚光を浴びた。ラジオ番組オールナイトニッポンのパーソナリティを務めたり、『宇宙戦艦ヤマト』シリーズが放映される際にはテレビ出演したり、レコード『さらば宇宙戦艦ヤマト 愛の戦士たち ドラマ編』では「ヤマトより愛をこめて」の歌詞を朗読するなど、プロデューサーとして裏方を務めるだけでなく表舞台への露出も多かった。

### 経営危機
しかし1980年になって冷凍食品を扱うシーホース社が経営危機に陥る。この会社は創価学会の顧問弁護士だった山崎正友が1976年に設立したもので、山崎は聖教新聞のカレンダーの仕事を仲介してくれたり、アニメ映画『宇宙戦艦ヤマト』の前売券を民音に販売委託するにあたって口利きをしてくれるなど関係が深かったことから西崎も出資して共同経営していた会社である。シーホース社が破産の危機を迎えたことから、オフィス・アカデミーから約20億円が注ぎ込まれて振り出した手形の回収など、巨額の資金繰りに追われるようになる。その結果、1982年夏、オフィス・アカデミーと関連会社を整理し、手形の処理も行った。
前述の『汚れた英雄』の映画化では、20台のオートバイと10時間以上撮影したヨーロッパロケフィルムで既に3億円を投じていたが、この影響で断念して、映画化権を角川春樹に返上した。
活動の拠点もオフィス・アカデミーから、1977年12月に設立していた赤坂のウエスト・ケープ・コーポレーションへと変更して1982年に再出発した。同年10月には岡田茂を世話人にホテルオークラで「宇宙戦艦ヤマト10周年 西崎義展君をはげます会」が開かれ、石原慎太郎、徳間康快、阿久悠、宮川泰、美輪明宏、松方弘樹など芸能人やアニメ界、マスコミ関係者なども含めて600人が参加して、再起に賭ける西崎を激励した。

### ヤマトブームの終焉 ～ 自己破産
『宇宙戦艦ヤマト』シリーズも1983年公開の『宇宙戦艦ヤマト 完結編』でいったん終焉した。その後、『DESLAR'S WAR I 戦艦スターシャ』『宇宙戦艦ヤマト誕生篇』へ続く「ヤマト復活3ヵ年計画」の第一弾『オーディーン 光子帆船スターライト』が1985年に劇場公開されるが、
配給収入の推定は2億円と大失敗となり、借金を抱える結果に終わった。ウエスト・ケープ社は6億円の損害を被り、これまで『宇宙戦艦ヤマト』シリーズの配給を担当して来た東映との蜜月関係がこの作品で終わることとなる。
初の実写映画プロデュースとなる本田美奈子主演のバイク映画『パッセンジャー 過ぎ去りし日々』が1987年に公開。製作総指揮を務め、劇中にはヤマト号というクルーザーが登場した。予算が8千万円オーバーした上に2週間で上映打ち切りの失敗に終わり、関係が悪化した東映に代わって配給を引き受けた松竹との関係も崩れる。
経営破綻したレンタルビデオ店童夢の事業を1987年から引き継いだが不振によって1990年には資金難に陥る。1991年にジャパン・オーディオビジュアルネットワークが倒産。1996年に資金調達のため『宇宙戦艦ヤマト』シリーズを含む西崎が有する著作権を担保にバンダイビジュアル（現：バンダイナムコアーツ）と3億円の金銭貸借契約を結び、東北新社へ著作権を譲渡する契約を結んだ。
1997年2月には大口債権者の三井ファイナンスサービス（現：三井住友ファイナンス&リース）が東京地裁に対してウエスト・ケープ・コーポレーションと西崎個人に破産を申立て、破産した。

### 覚醒剤と銃刀法違反により懲役
1997年末と1999年にはそれぞれ覚醒剤取締法違反と銃刀法違反で逮捕された。
保釈中の1999年に下肢麻痺となり、車椅子を使うようになる。
服役中、自身が『宇宙戦艦ヤマト』シリーズの原作者であると主張する漫画家の松本零士と『宇宙戦艦ヤマト』シリーズの著作者は誰かをめぐって裁判となり、2002年3月に勝訴。翌年7月に控訴審で裁判外の和解が成立。
一連の事件では、2003年2月に懲役5年6か月の判決が確定。2003年7月から八王子医療刑務所で1年3ヶ月服役した後、2004年10月に黒羽刑務所へ移送され、2006年12月に黒羽刑務所を出所した。
2009年公開のアニメ映画『宇宙戦艦ヤマト 復活篇』を製作・監督。この作品の製作指揮のため、刑務所で面会できるように2002年頃に平野彰司と養子縁組を結んだ。

### 死去
2010年11月7日午後0時35分ごろ、東京都小笠原村父島の海で、遊泳目的で停泊中のウエスト・ケープ・コーポレーション所有の船『YAMATO』から転落、午後2時58分に医師により死亡が確認された。75歳没。
2010年12月10日午後2時より、東京青山斎場にて「お別れ会」が開催され、歌手のささきいさおら約400人が参列した。
没後に公開された『SPACE BATTLESHIP ヤマト』『宇宙戦艦ヤマト2199』では、両作の原作である『宇宙戦艦ヤマト』シリーズの著作者である西崎が「原作者」としてクレジットされている。今後の新作も原作者とされている。

### 『宇宙戦艦ヤマト』関連年表
- 1973年（昭和48年） - テレビアニメ『宇宙戦艦ヤマト』を企画。
- 1974年（昭和49年） - オフィス・アカデミーで『宇宙戦艦ヤマト』を製作。
- 1977年（昭和52年） - オフィス・アカデミーで『宇宙戦艦ヤマト』（劇場版）を製作。
- 1978年（昭和53年） - オフィス・アカデミーで『さらば宇宙戦艦ヤマト 愛の戦士たち』、アカデミー製作で『宇宙戦艦ヤマト2』を製作。
- 1979年（昭和54年） - アカデミー製作で『宇宙戦艦ヤマト 新たなる旅立ち』、『宇宙戦艦ヤマトII総集編　ヤマトよ永遠なれ!』、『宇宙空母ブルーノア』を製作。
- 1980年（昭和55年） - アカデミー製作で『メーテルリンクの青い鳥 チルチルミチルの冒険旅行』、オフィス・アカデミーで『ヤマトよ永遠に』、東京動画で『宇宙戦艦ヤマトⅢ』を製作。
- 1983年（昭和58年） - ウエスト・ケープ・コーポレーションで『宇宙戦艦ヤマト完結編』、東京動画で『宇宙戦艦ヤマトIII総集編　太陽系の破滅』を製作。
- 1984年（昭和59年） - 10月12日付『報知新聞』で「ヤマト復活3ヵ年計画」を発表。その内容は、1985年『宇宙帆船スターシップ』（後の『オーディーン 光子帆船スターライト』）、1986年『DESLAR'S WAR I 戦艦スターシャ』、1987年『宇宙戦艦ヤマト誕生篇』を公開するというもの。
- 1994年（平成6年） - 2月、バンダイビジュアルよりビデオ『宇宙戦艦ヤマト胎動篇 -ヤマト!!わが心の不滅の艦』発売。映画『宇宙戦艦ヤマト 復活編』とOVA『YAMATO2520』のメイキングプロモーション。
- 1995年（平成7年） - 2月『YAMATO2520』のVol.1を発売開始。1996年8月発売のVol.3を最後に未完に終わる。
- 1996年（平成8年） - 『海のトリトン』『ワンサくん』『宇宙戦艦ヤマト』『宇宙空母ブルーノア』『オーディーン 光子帆船スターライト』などの映像の著作権などを対象とする譲渡契約を東北新社と締結。
- 1997年（平成9年） - 『宇宙戦艦ヤマト』などの商標権を長男に移転登録。
- 1998年（平成10年） - 『宇宙戦艦ヤマト』などの著作権などにつき東北新社と西崎・ウエスト・ケープ・コーポレーションの破産管財人が譲渡契約の履行を選択する。
- 1999年（平成11年）

『宇宙戦艦ヤマト』などの商標権移転につき、破産管財人が抹消を求めて提訴。東北新社の許諾によりバンダイおよびバンダイビジュアルが製作したプレイステーション用ソフト『宇宙戦艦ヤマト 遙かなる星イスカンダル』および『さらば宇宙戦艦ヤマト 愛の戦士たち』の複製・譲渡・貸与の禁止および損害賠償を求めて、西崎が東北新社、バンダイ、バンダイビジュアルを提訴。
『宇宙戦艦ヤマト』などの著作物の著作者が、松本零士であることの確認を求めて、松本が西崎を提訴。
- 2000年（平成12年）

『宇宙戦艦ヤマト』の著作権などにつき東北新社と西崎・ウエスト・ケープ・コーポレーションの破産管財人の間で譲渡代金の支払の司法和解が成立。著作権者は東北新社であることが確定。
『宇宙戦艦ヤマト』などの商標権移転取消請求事件に東北新社が参加。
『宇宙戦艦ヤマト』などの著作物の著作者が、西崎であることの確認を求めて、西崎が松本零士に反訴。
- 2001年（平成13年）

『宇宙戦艦ヤマト』などの商標権移転登録抹消の判決。
プレイステーション用ソフト『宇宙戦艦ヤマト 遙かなる星イスカンダル』および『さらば宇宙戦艦ヤマト 愛の戦士たち』の複製・譲渡・貸与の禁止および損害賠償の請求を棄却する判決。西崎はこれを不服として控訴。
- 2002年（平成14年）

『宇宙戦艦ヤマト』などの著作物の著作者人格権は西崎である旨の判決。松本零士は控訴。西崎も反控訴。
- 2003年（平成15年）

『宇宙戦艦ヤマト』などの著作物の著作者人格権確認訴訟のそれぞれの控訴審は、法廷外で和解。
西崎が著作者、著作者人格権者であることが確定。
- 2004年（平成16年）

西崎と東北新社、バンダイ、バンダイビジュアルの間の控訴審で和解が成立。裁判所により和解調書が作成され、3社は「西崎義展が『宇宙戦艦ヤマト』の著作者である旨を公表しても反意を唱えない」ことを確認して了承した。
『新宇宙戦艦ヤマト 復活編』の製作が養子である株式会社エナジオ社長の西崎彰司より発表される。
- 2007年（平成19年）12月20日、総監修した「宇宙戦艦ヤマト デスラー総統ワインセット」と「宇宙戦艦ヤマト バイクヘルメット」の販売を発表して活動を再開する[85][86]。
- 2008年（平成20年）

2月22日に発売される『宇宙戦艦ヤマト』DVD-BOXに特典の監修を担当。これに伴う形で、2月発売の『週刊プレイボーイ』（2月25日号NO.8）と『オトナファミ』の「2008 Apri」で庵野秀明との対談記事により出所後初めてマスメディアに登場した。7月31日に東京都練馬区にアニメスタジオ「ヤマト・スタジオ」を開き、2009年公開のアニメ映画『宇宙戦艦ヤマト 復活篇』の製作を発表。
- 2009年（平成21年）12月12日、劇場用アニメーション映画『宇宙戦艦ヤマト 復活篇』を公開。
- 2010年（平成22年）11月7日、会社所有の船から転落死。

## 作品リスト
- 海のトリトン（1972年、プロデューサー）
- ワンサくん（1973年、プロデューサー）
- 山ねずみロッキーチャック（1973年）
- 宇宙戦艦ヤマトシリーズ（1974年〜）
- わが青春のイレブン（1979年、音楽プロデューサー）
- 北壁に舞う（1979年、音楽プロデューサー）
- 宇宙空母ブルーノア（1979年、企画・原案・製作）
- メーテルリンクの青い鳥 チルチルミチルの冒険旅行（1980年、企画製作）
- 宇宙戦艦ヤマト 完結編（1983年、企画・原作・製作・総指揮・監督・脚本）
- オーディーン 光子帆船スターライト（1985年、企画、原案、製作総指揮）
- 超神伝説うろつき童子（1987年、企画）
- パッセンジャー 過ぎ去りし日々（1987年、製作総指揮）
- YAMATO2520（1995年、企画・原作・製作総指揮・監督・脚本）
- 宇宙戦艦ヤマト 復活篇（2009年、企画・原作・製作総指揮・監督・脚本・エグゼクティブプロデューサー・編集）

## 関連企業
アニメーション・スタッフ・ルーム
1972年、虫プロ商事に在籍したメンバーを中心に設立。同年『海のトリトン』を製作。
オフィス・アカデミー
1963年10月に設立。1968年に一旦解散　1972年に再設立、社長就任。『宇宙戦艦ヤマト』『さらば宇宙戦艦ヤマト 愛の戦士たち』『ヤマトよ永遠に』等を製作。1979年、2億7000万円の申告漏れが発覚。1982年夏に整理。
ウエスト・ケープ・コーポレーション
1977年12月9日に西崎音楽出版として設立し、1980年にウエスト・ケープ・コーポレーションと改称。1982年以降はオフィス・アカデミーに代わって西崎の活動の拠点となり、『宇宙戦艦ヤマト』シリーズの音楽などの著作権管理や出版物販売、アニメ映画の企画・制作などを行った。
『宇宙戦艦ヤマト 完結編』『オーディーン 光子帆船スターライト』『YAMATO2520』等のSFアニメ制作に加えて洋画の輸入と配給を行った他、1989年3月、アニメ映画化した『超神伝説うろつき童子』を松竹富士とともに配給。
1997年9月16日、会社および西崎個人に東京地方裁判所より破産が宣告される。負債額は48億3133万円。原因は不動産購入による借入金負担と新作の売上不振と報じられた。
アカデミー製作→東京動画
『宇宙戦艦ヤマト2』『宇宙戦艦ヤマト 新たなる旅立ち』『宇宙空母ブルーノア』『メーテルリンクの青い鳥 チルチルミチルの冒険旅行』を製作。途中で「東京動画」に名を変えて、『宇宙戦艦ヤマトIII』を製作したほか、東映本社の下請けとして『宇宙大帝ゴッドシグマ』『百獣王ゴライオン』の実制作も行った。1983年解散。
ジャパン・オーディオビジュアルネットワーク
1984年11月設立。ウエスト・ケープ・コーポレーション、日本コロムビアを筆頭株主に、バンダイ、松竹、徳間書店社長徳間康快が出資。代表取締役を務める。
映画の製作、ビデオの製作・販売を行う。1987年、実写映画『パッセンジャー 過ぎ去りし日々』、オリジナルビデオアニメ『超神伝説うろつき童子』を製作。1988年、倒産した大手ビデオレンタルチェーン童夢の営業を引き継ぐ。
1991年6月27日、東京地方裁判所に特別清算を申し立て、倒産。負債総額は約77億円。日本コロムビアが資金を引き上げたことが原因。レンタルビデオショップとカラオケボックスへの投資で資金繰りが悪化していた。

## 不祥事

### 覚せい剤所持
1997年12月2日、東京都渋谷区の宮下公園前の路上で運転していた乗用車から、覚醒剤50グラム、ヘロイン6グラム、大麻8グラムが発見され、覚醒剤取締法などの違反容疑で警視庁渋谷署に逮捕された。
覚せい剤取締法等違反で起訴されて、1998年6月に一審で懲役2年8月の実刑判決を受ける。西崎側は判決を不服として控訴。

### 銃刀法違反
1999年2月1日、警視庁銃器対策課と静岡県警により、銃砲刀剣類所持等取締法、火薬類取締法、覚せい剤取締法違反で現行犯逮捕される。容疑は、自宅のワゴン車に擲弾発射器付き自動小銃、小銃用実弾を約1800発、擲弾を約30発、覚せい剤20グラムを所持していたというもの。続けて5月12日には自動小銃の密輸容疑で再逮捕。
西崎が所有するイギリス船籍の外洋クルーザーオーシャンナイン号へこれらを隠していたが、清水港のドックに入れる際に隠すため、自宅に移し替えていたとみられる。健康上の理由での保釈中の犯行だった。取り調べに対して、海賊対策のために10年前に香港で購入したと供述したが、警察は武器の密輸と転売で利益を得ようとしたのではないかとみていた。この事件の公判でフィリピン海域に出没する海賊対策のためと、同船で尖閣諸島へ上陸した石原慎太郎を警護する必要から、フィリピン沿岸警備隊の司令官から購入したと主張する。
1999年6月9日、覚せい剤取締法等違反事件は最高裁で上告棄却、懲役2年8月が確定。
2000年10月25日、銃砲刀剣類所持等取締法・覚せい剤取締法・火薬類取締法・関税法違反事件の一審で懲役5年6月の実刑判決を受ける。西崎は不服として控訴。西崎は不服として上告。2003年2月20日、上告棄却。懲役5年6月が確定し、収監。
2007年12月19日、刑期を終えて出所。